# Turturică
Turturica sau turtureaua (Streptopelia turtur) este o pasăre migratoare, din familia columbidelor (Columbidae), ordinul columbiformelor (Columbiformes), răspândită în Europa, Africa de Nord și Asia de Vest,  de culoare generală întunecată, cu dungi albe și negre pe lateralele gâtului, spinarea cenușie cu brun, pieptul roz-violaceu, abdomenul alburiu, coada neagră pe mijloc, terminată cu un chenar lat, alb. Este asemănătoare cu porumbelul, dar mai mică. Se hrănește cu grăunțe, cereale, diverse buruieni, înghit și pietricele pentru ușurarea digestiei. Cuibărește în păduri, plantații, arbuști. Toamna migrează în Africa centrală. Este mult apreciată de vânători. Cuibărește în România și Republica Moldova, dar pleacă în sezonul rece. E simbolul fidelității în amor.

## Descrierea
Ambele sexe sunt identice.

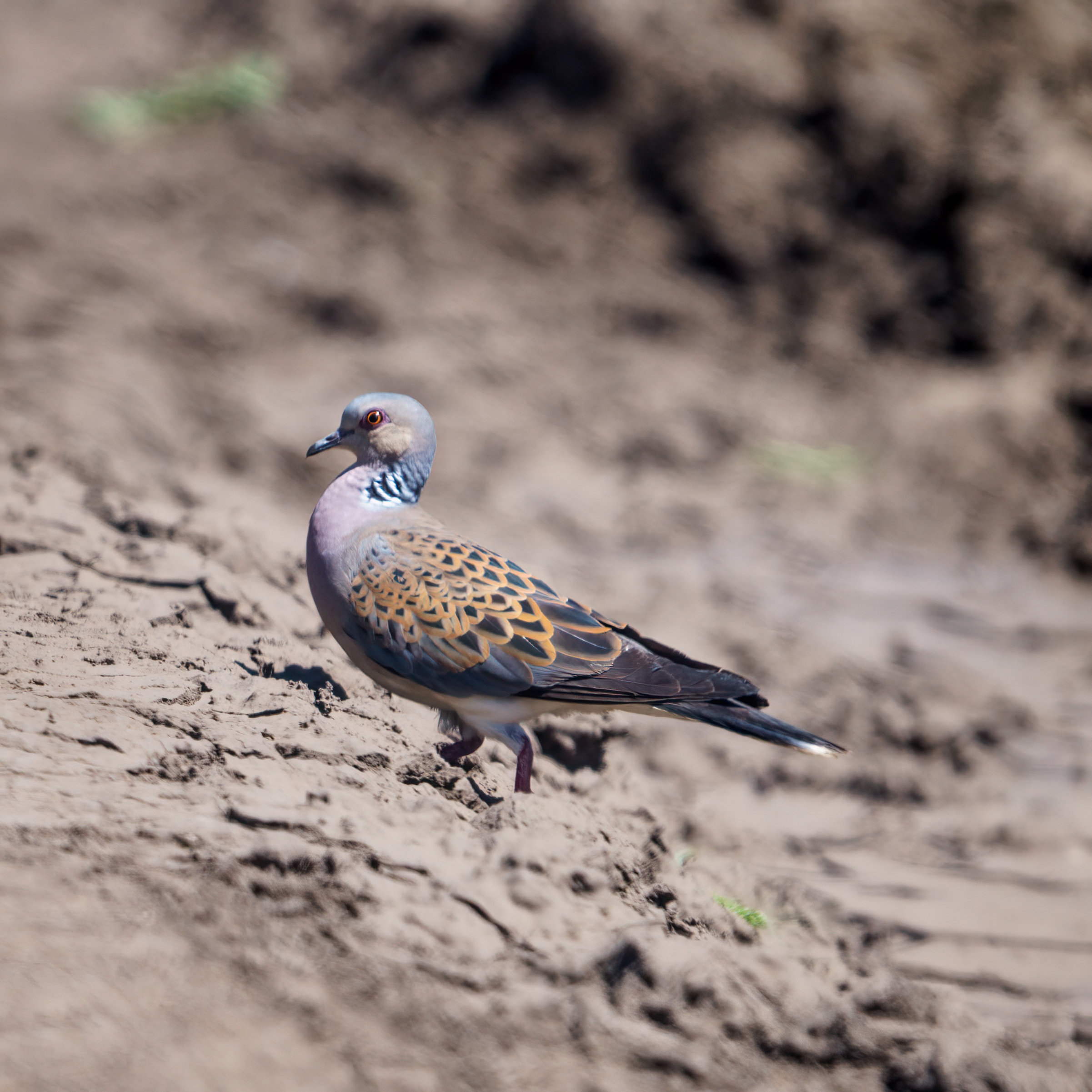
Turturică

Turturica are o lungime de 26–31 cm și o greutate de 150 g, este mai mică decât guguștiucul; masculul este puțin mai mare decât femela.  Corpul este subțire, coada alungită, aripile lungi și ascuțite.
Coloritul general este întunecat. Capul și creștetul capului sunt de culoare albastru-cenușiu. Penele din spatele capului prezentă adesea vagi margini. Spatele, remigele terțiare (scapulare) și tectricele au o culoare cafeniu-roșie, dar cu centrul penelor negru, dând acestei părți un aspect foarte solzos. Părțile laterale ale gâtului au dungi albe și negre repartizate în 3-4 rânduri. Gâtul și pieptul sunt roz-violaceu sau cenușiu-roz. Abdomenul și restul părții inferioare sunt albicioase, mai deschise decât la guguștiuc. Coada este lungă, rotunjită, neagră, bordurată cu alb pe margini, cu excepția rectricelor centrale. Ochiul galben este înconjurat de un inel roșu. Ciocul este brun. Picioarele sunt roșu-vișinii.

## Habitatul

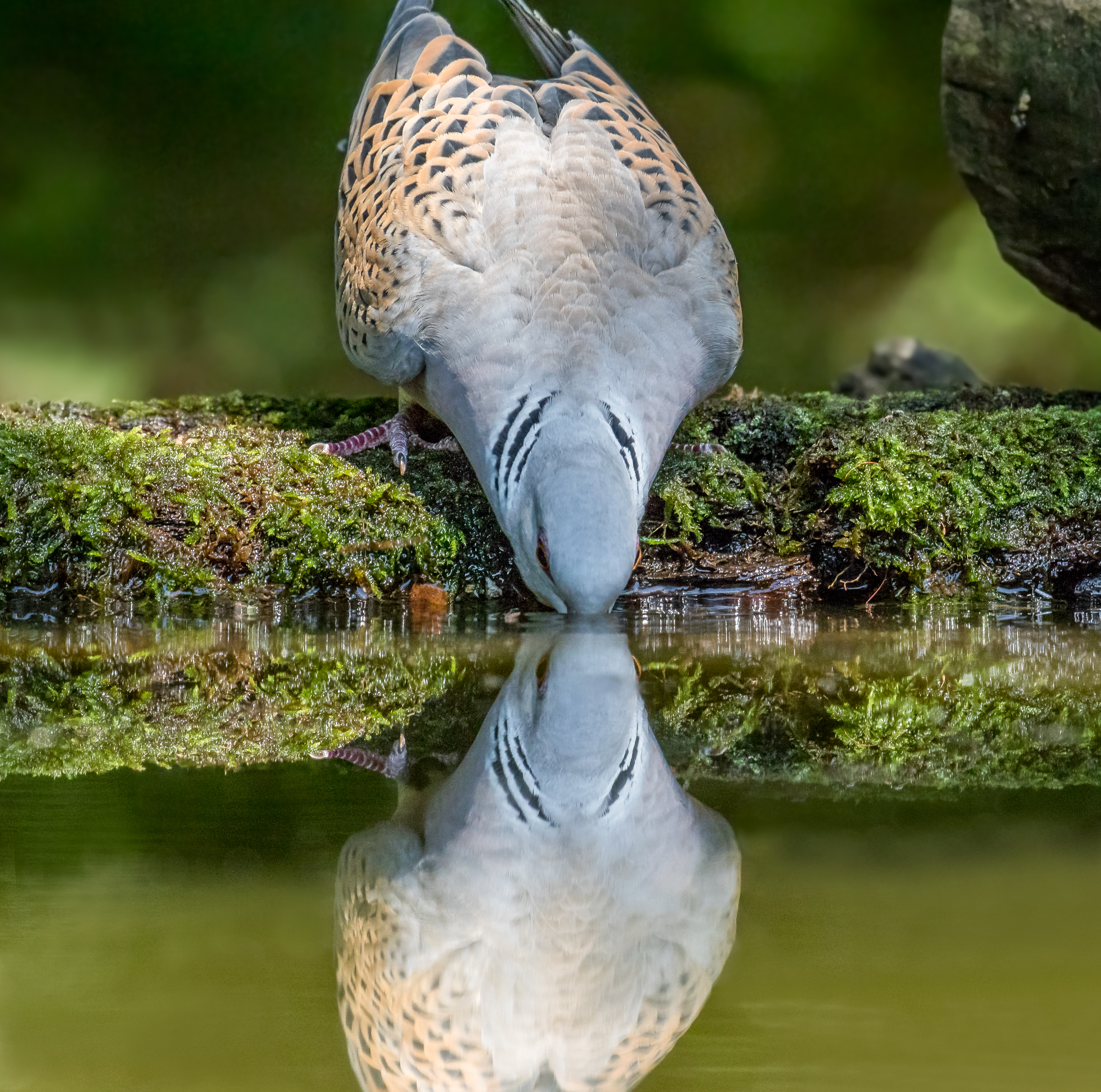
O turturică care nu trebuie să-și ridice capul când înghite

De la sfârșitul lunii aprilie până la migrarea din septembrie, turturica este de preferință o pasăre a peisajelor deschise din regiunile de deal și de câmpie presărate cu arbori, tufișuri, garduri vii și boschete. Se întâlnește și în desișuri, păduri cu mult subarboret, cu apă în apropiere. Este adesea găsită în desișurile care mărginesc terenurilor agricole, unde își căuta hrana. Spre deosebire de porumbelul gulerat, turturica este rar găsită pe clădirile orașelor. Ea preferă, conform firii sale prudente, să rămână la adăpostul unei vegetații de înălțime medie.

## Răspândirea geografică
Turturica este răspândită în Europa, Africa de Nord, Asia de Vest. Ea este prezentă în întreaga Europă, din Insulele Canare până în Urali. Este, totuși, total absentă în Scandinavia, Irlanda. Este, de asemenea, găsită în vestul Africii de Nord (Maroc, Algeria, Tunisia) și în Asia Mică. În Asia, arealul sa întinde dincolo de Marea Caspică în Iran, Afganistan până în Mongolia.

## Migrația
Populațiile europene migrează toamna. Ele iernează într-o fâșie largă la sud de Sahara, care se întinde din Mauritania până în Etiopia.

## Taxonomie

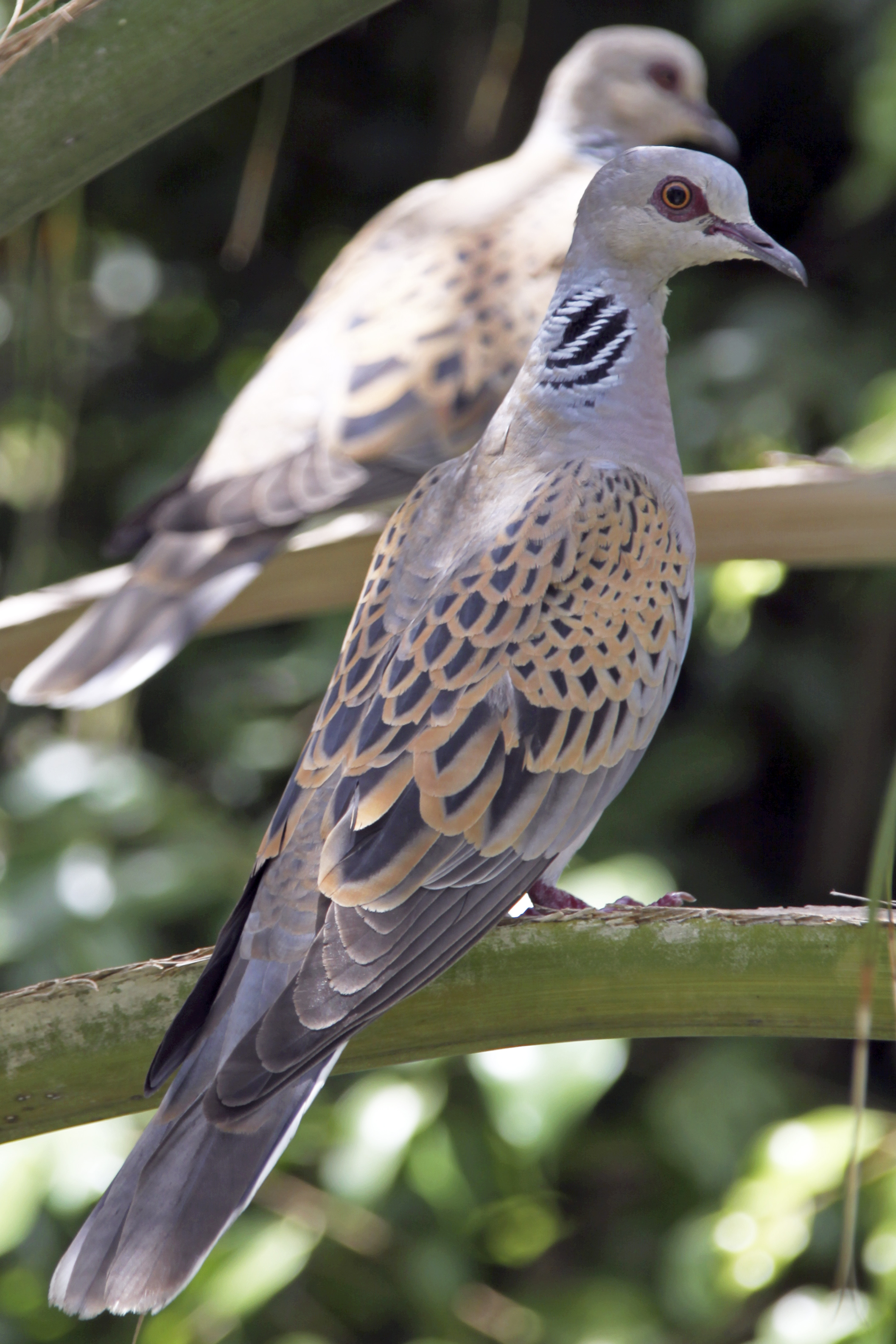

Sunt recunoscute oficial 4 subspecii: 
1. Streptopelia turtur turtur (Linnaeus, 1758) subspecia tipică răspândită în Europa, nordul Rusiei, Asia Mică, insulele din Marea Mediterană, Madeira și Insulele Canare.
2. Streptopelia turtur arenicola (Hartert, 1894) este răspândită în Africa de Nord, Asia Centrală, vestul Chinei, Mongolia, Iran, Irak și Afganistan.
3. Streptopelia turtur hoggara (Geyr von Schweppenburg, 1916) este răspândită în Hoggar, Tibesti, munții din Algeria, Niger și Ciad.
4. Streptopelia turtur rufescens (C. L. Brehm, 1855) este răspândită în Valea Nilului, Egipt și în unele oaze din Libia.

## Comportamentul
Este o pasăre nesociabilă, sperioasă și greu de văzut, care se ascunde în frunzișuri, dar poate fi zărită în depărtare pe firele de telefon sau când se hrănește pe pământ. Formează stoluri mari la sfârșitul verii, când frecventează mai ales culturile de floarea soarelui. Sunt păsări monogame, trăind în perechi chiar când se întovărășesc în cârdurile de plecare. Când unul din parteneri e împușcat celălalt stă trist, îndoliat, fiind un "simbol al fidelității în amor".
Păsările de pradă, cum ar fi uliul sunt principalii prădători naturali ai turturelelor. Unele din ele, lipsite de experiență, zboară jos pentru a scăpa de vremea rea și cad sub gloanțele vânătorilor. Pe de altă parte, jefuitorii cuibului (coțofana și gaița), fură puii și aproape o treime din ouă. Efectul lor este foarte sensibil la începutul sezonului de cuibărire, când turturelele adulte dispun de mai puțină hrană și trebuie să părăsească mai multă vreme ponta pentru a culege suficientă hrană pentru a supraviețui. Prin urmare, puii eclozați mai târziu, când semințele de fumăriță sunt abundente, au o șansă mult mai bună de supraviețuire.

## Cântecul
Cântecul este un uguit  sau gurluit blând, prelungit și tors, adesea repetat timp îndelungat, compus din câteva silabe (trei sau două, rareori  patru) un fel de "rou-rr" sau "rrr" prelungit. Poporul crede că spune: lucru-rău, lucru-rău.

## Zborul
Zborul este rapid, destul de brusc, cu bătăi rare din aripi când pasărea a căpătat viteză.

## Hrana

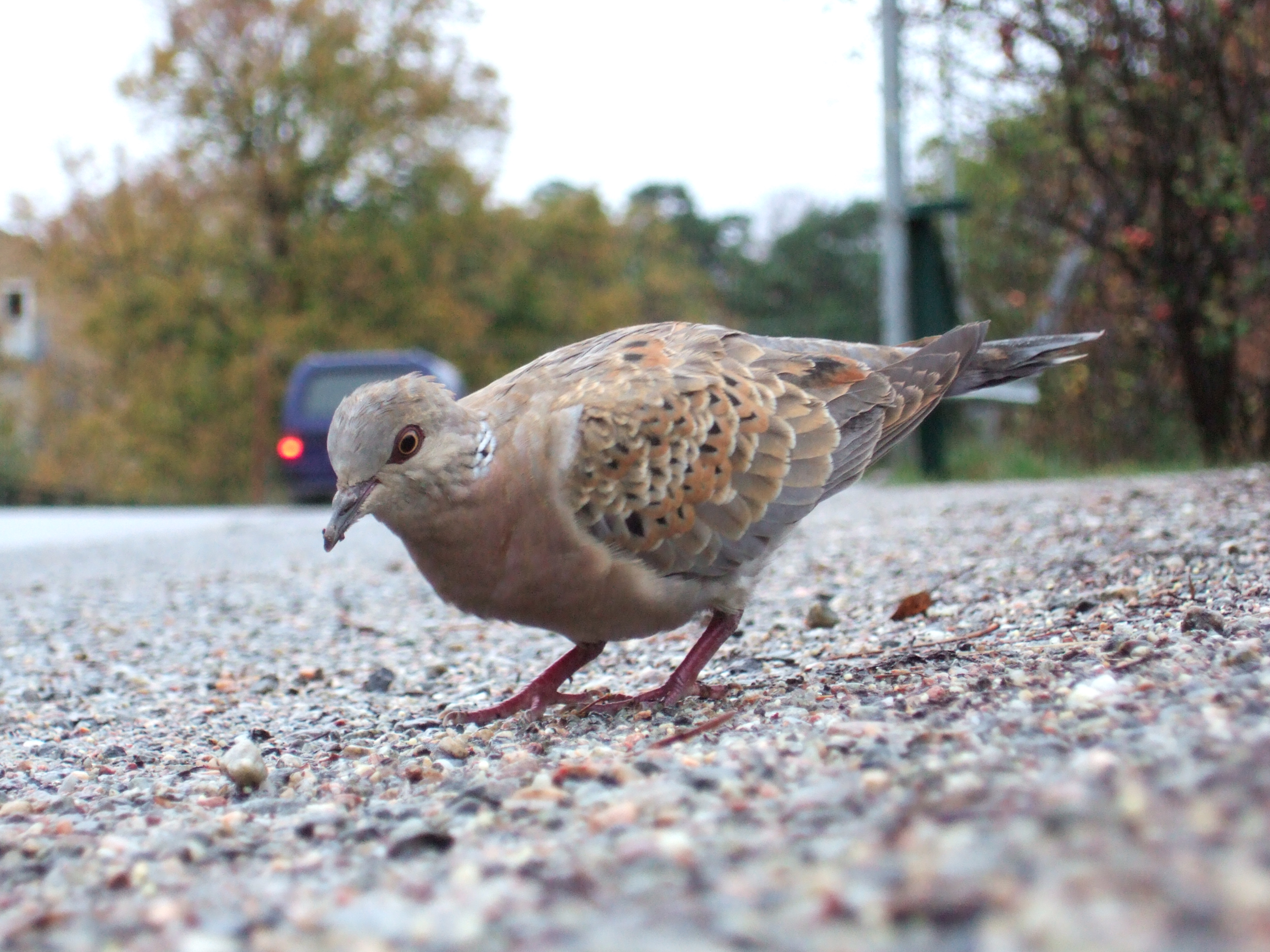
Juvenil hrănindu-se

De la sfârșitul lunii aprilie sau începutul lunii mai, până la sfârșitul lunii iunie, turturelele se hrănesc în principal prin fânețe, iar în iulie-septembrie se hrănesc printre culturile de cereale. Ies după hrană și apă la ore destul de regulate. 
Hrana de bază al turturelei este constituită din semințe de tot felul (care reprezintă aproximativ 95% din hrana lor), mai ales din semințele diferitelor specii de fumărițe (Fumaria spp.), altor buruieni, care cresc în câmpuri cultivate și pârloage. Pasăre preferă să ia semințele care se coc pe plantă, mai degrabă decât să le ciugulească de pe sol. Acest mod de a colecta semințele de pe plantele vii determină turturica să se întoarcă în Africa tropicală toamnă, când fumărițele europene dispar. Într-o mare măsură, răspândirea turturelei coincide cu cea a fumăriței.
Turturica se hrănește și cu semințe plantelor cultivate (cereale etc.) , în mod special floarea soarelui și mei.  În fosta URSS, turturica consumă boabele de mei, o cultură agricolă importantă, și, prin urmare, este considerată ca o pasăre dăunătoare în zonă. Ici și colo, se poate vedea turturica ciugulind semințele care au fost date păsărilor de curte.
Înghite și pietricele pentru ușurarea digestiei semințelor. Se hrănește, de asemenea, cu insecte și moluște mici care reprezintă aproximativ 3% din hrana sa.

## Reproducerea
În timpul paradei nupțiale, masculul atrage femela prin plecăciuni repetate. El își umflă pieptul și își salută partenera sa coborând ciocul. Perechile au tendința de a se aduna în colonii mici.

### Cuibul

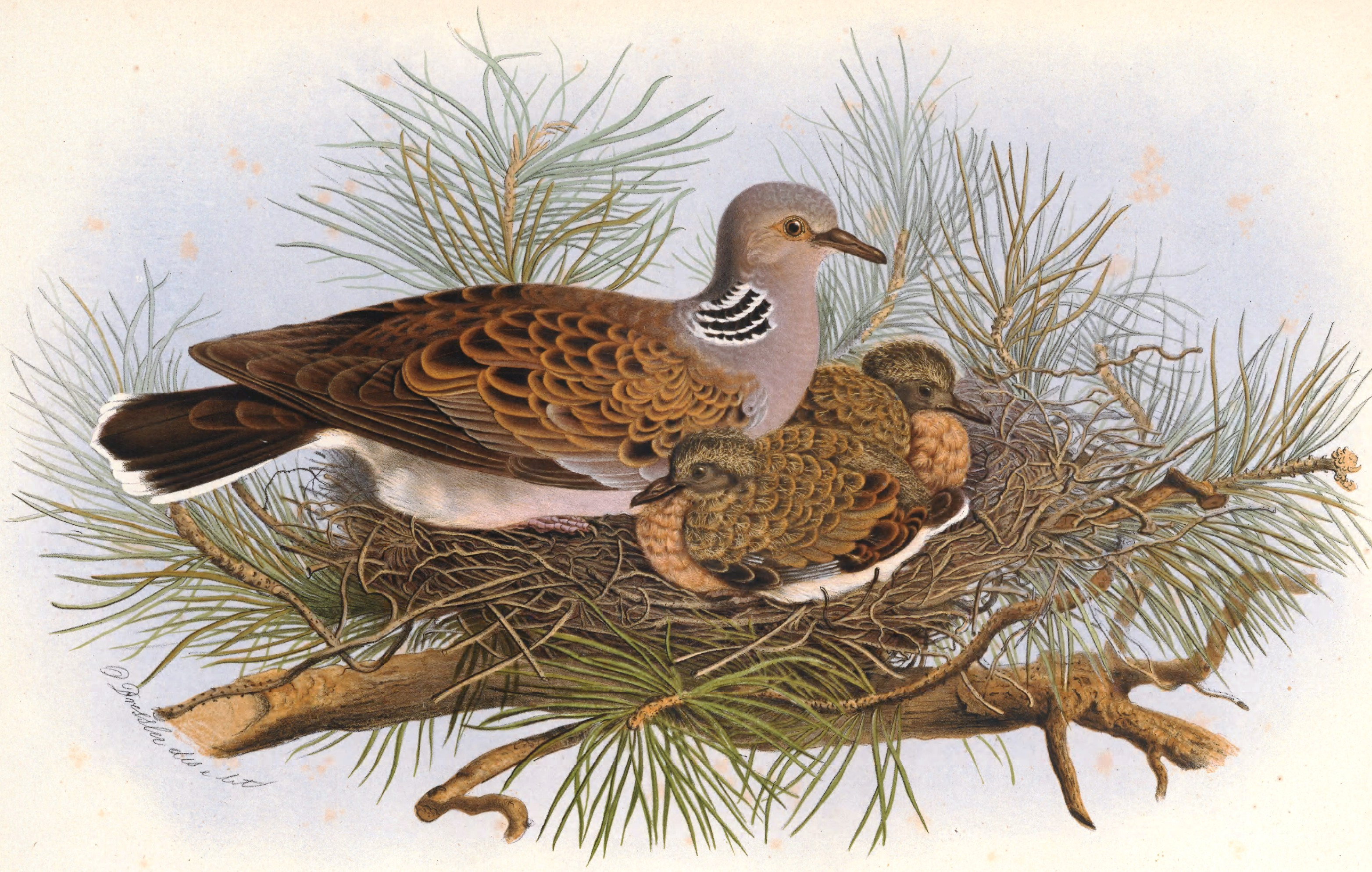
Cuibul

Cuibul este situat la 1-2 metri deasupra solului într-un arbust, arbore mic sau în tufișuri, la marginea pădurilor; uneori sunt folosite cuiburile altor păsări sau cele de veverițe. Este o platformă subțire și fragilă din crenguțe, căptușită cu rădăcini, radicele, tulpini mici de plante și ierburi, eventual cu câteva fire de păr.

### Ponta

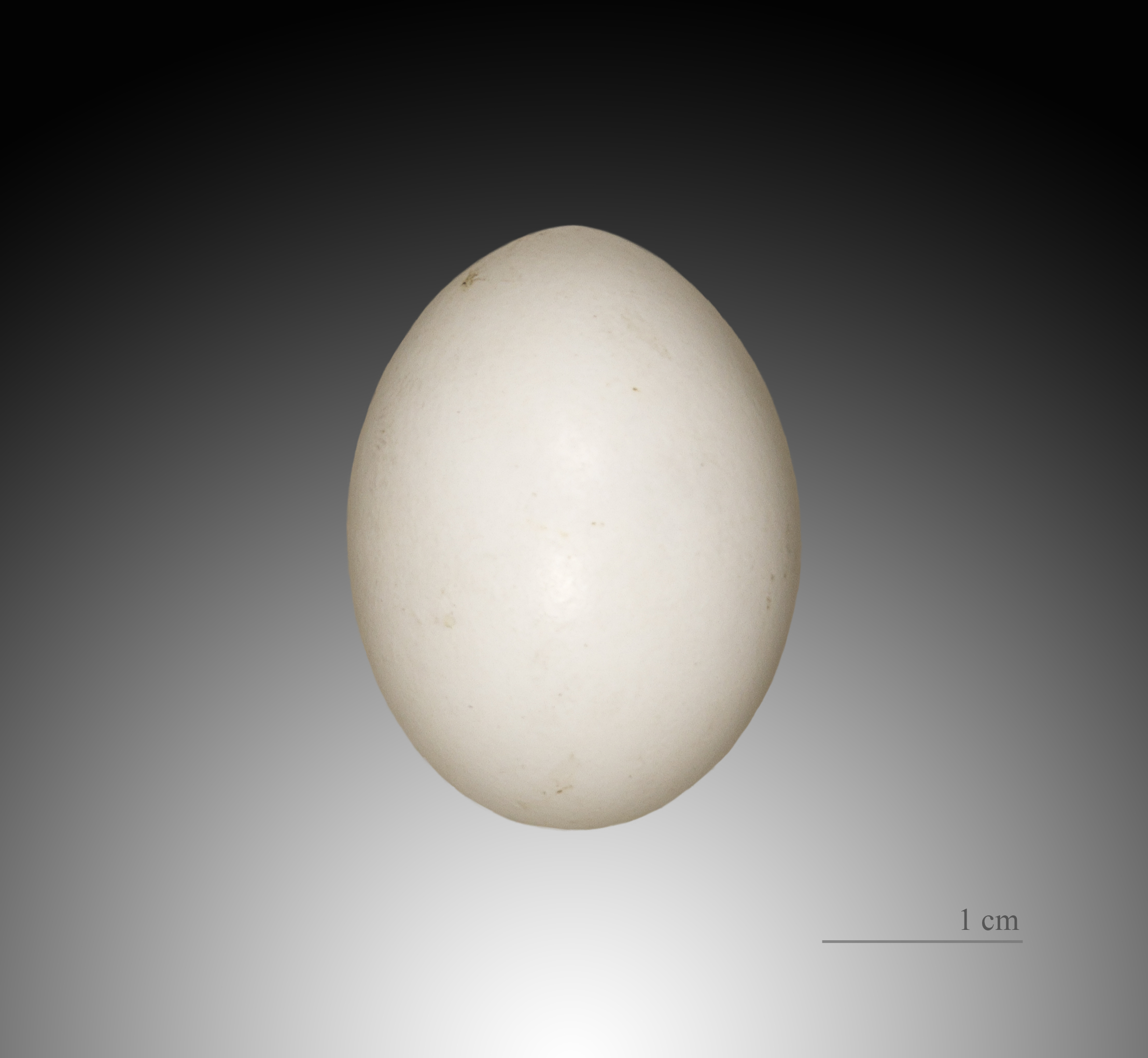
Oul de turturică

Ponta conține obișnuit 2 ouă. Ponta și clocitul au loc de două ori pe an, mai rar de mai multe ori. Ouăle sunt depuse în Europa de la mijlocul lunii mai până la sfârșitul lunii mai și începutul lunii iunie, dar ouăle pot fi depuse până în septembrie. Cu toate acestea, depunerea ouălor sau puii eclozați spre sfârșitul sezonului, au riscul de a fi abandonați, adulții pierzând în cazul acesta instinctul de reproducere în favoarea instinctului de migrație spre sud înainte de venirea iernii.
Ouăle sunt fusiforme până la ovale, netede, slab lucitoare, albe sau roz-albe.

### Incubația
Incubația durează 13-16 zile. Clocesc ambele sexe cu schimbul, de obicei femela noaptea și masculul ziua.

### Puii
Puii sunt nidicoli, acoperiți cu puf grosier, asemănător cu părul, maroniu deschis; pielea este gri-albăstruie. După 19-21 de zile se acoperă complet cu pene. Puii rămân în cuib de aproximativ 18 zile. Ambii părinți hrănesc în mod egal puii cel puțin trei săptămâni. În primele zile, la fel ca toți membrii familiei columbidelor, turturica hrănește puii cu o substanță numita "lapte de porumbel", bogată în grăsimi și proteine, care este secretată de gușă.

## Răspândirea și prezența în România

### Răspândirea
Este  răspândită în toată țara, în regiunile de câmpie și de dealuri, prin dumbrăvi, plantații, în păduri cu subarboret sau la marginea pădurilor, tufișuri, desișuri, cu apă în vecinătate, în Deltă și pe litoral. În România este prezentă subspecia Streptopelia turtur turtur.

### Prezența
Ne vizitează în sezonul cald; toamna migrează în zonele de iernat din Africa Centrală. În perioada de primăvară și toamnă apar și populații de pasaj ce cuibăresc mai spre nord.

## Starea de conservare
Populațiile de turturele sunt în declin rapid în Europa, iar această specie are un statut de conservare globală pe lista roșie. În Regatul Unit, numărul său a scăzut cu 93% din 1994, iar în Europa, numărul a scăzut cu 78% în perioada 1980-2013. 
Grupurile de mediu au atribuit declinul turturelelor în Europa parțial schimbărilor practicilor agricole, ceea ce înseamnă că semințele și lăstarii de buruieni cu care se hrănește, în special fumatoriul, sunt mai rari, și parțial datorită împușcării păsărilor în țările mediteraneene. Conform unui studiu din 2001 citat de Comisia Europeană, între două și patru milioane de păsări sunt împușcate anual în Malta, Cipru, Franța, Italia, Spania și Grecia. Ecologiștii au descris vânătoarea de primăvară în Malta ca fiind deosebit de problematică, deoarece este singura țară cu o derogare UE pentru împușcarea păsărilor în timpul migrației lor de primăvară către locurile de reproducere. Cauzele scăderii numărului de populații sunt:
1. Vânatul în timpul pasajului său prin regiunile mediteraneene;
2. Degradarea habitatului său din cauza distrugerii gardurilor vii, utilizării masive a pesticidelor în agricultură, eliminarea unor plante cu ale căror semințe se alimentează

## Semnificația pentru om
Turturica este vânată, în special în timpul migrației și în timpul de iarnă. Această pasăre are un istoric lung în cultura umană.

## Turturica în cultura umană

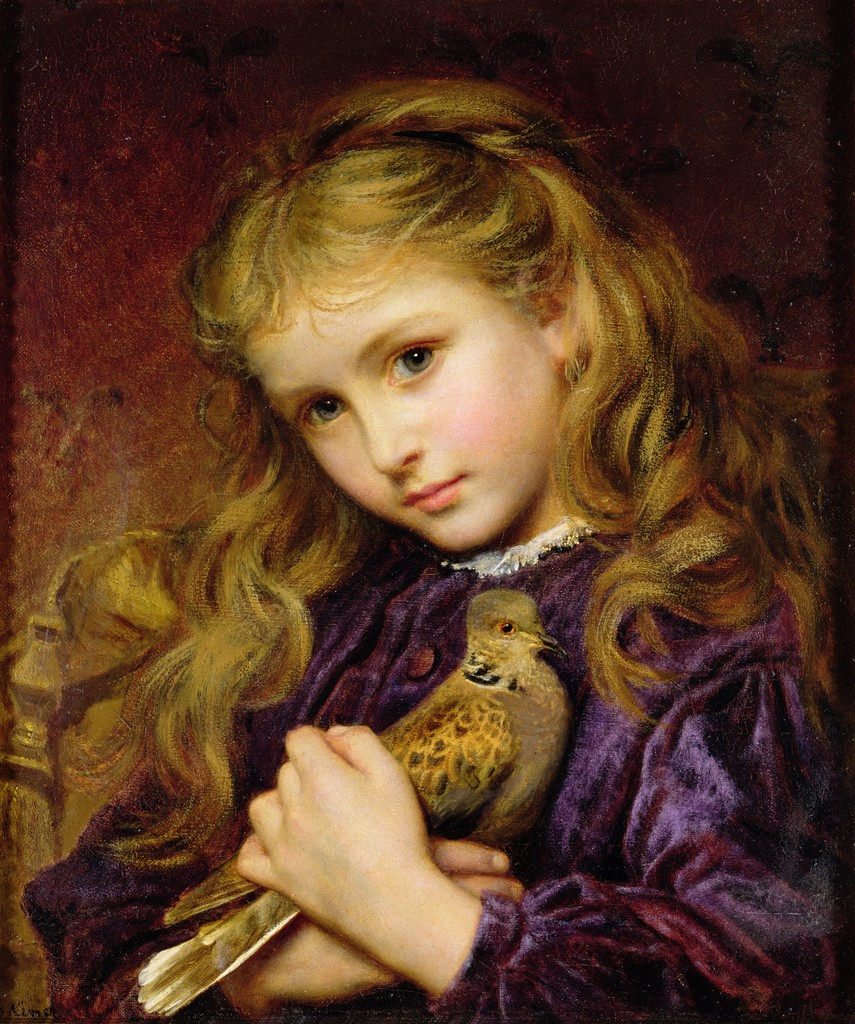
Turturică în tabloul pictat de Sophie Gengembre Anderson.

Turturelele au devenit simbolul fidelității în dragoste, din cauza referinței biblice (în special versetul bine-cunoscut din Cântarea Cântărilor), vocii lor triste, faptului că acestea fac legături puternice în perechi, fiind pururea alături, perechi-perechi, chiar când se întovărășesc în cârdurile de plecare, având o „ideală căsnicie” și sunt triste, îndoliate când unul din parteneri e împușcat. În Noul Testament, două turturele sunt menționate ca fiind sacrificate cu ocazia nașterii lui Iisus.
Potrivit autorului roman Claudius Aelianus, turturica era sacră pentru Demetra. În mitologia romană, turturica era una dintre emblemele lui Fides, zeița încrederii și a bunei credințe.
În perioada Renașterii din Europa, turturica a fost înfățișată ca un partener devotat al lui Phoenix. Turturica este iubită de popor și mai ales de poeți. Ea figurează în poemul de dragoste al lui Robert Chester Love's Martyr și în poemul lui William Shakespeare The Phoenix and the Turtle. Turturica este prezentă într-o serie de cântece populare despre dragoste și pierderi. În literatura română turturica este menționată, printre altele, în poeziile lui Vasile Alecsandri: Turturica și Cucul și turturica.